# Vodní elektrárna Moxotó
Vodní elektrárna Moxotó či Apollonius Sales (potrugalsky Usina Hidrelétrica de Moxotó či Usina Apolônio Sales) je vodní dílo na řece São Francisco na severovýchodě Brazílie v provincii Pernambuco. Je součástí vodních děl, tvořících hydro energetickou soustavu Paulo Afonso. V případě vysokých vodních stavů přepouští vodu do koryta vodopádů Paulo Afonso.

## Všeobecné informace
Vodní elektrárna Moxotó se nachází na řece São Francisco v místě s povodím 605 171 km2, z celkové hodnoty povodí v řádu 630 000 km2.
Ve strojovně o půdorysu 192 x 23 m a výšce 61 m pracují na proměnlivém rozmezí spádu 16,5 – 24 m čtyři Kaplanovy turbíny o hltnosti 550 m3/s a výkonu 100 MW. Průměr rotoru turbíny je 8,4 m. Celkový stanovený výkon elektrárny je 400 MW. 
Elektrárna pracuje při horní hladině vzedmuté zemní sypanou hrází o celkové délce 2 825 m a výšce 30 m, která je pojmenována Apollonius Sales, po zakladateli společnosti CHESF. Je jejím levobřežním okrajem. Nádrž o ploše 98 km2 a objemu 1,2 km3 umožňuje denní regulaci celého komplexu Paulo Afonso. Hlavním prvkem řízení vodního toku v tomto místě je soustava velkokapacitních nádrží na vyšším toku, které zajišťují minimální průtok 2 060 m3/s.
Elektrárna pracuje paralelně na stejné hladině jako mohutná Paulo Afonso IV a odběr vody touto elektrárnou je prioritní. Teprve přebytky vůči hltnosti této elektrárny jsou zpracovány elektrárnou Moxotó a následně elektrárnami Paulo Afonso I,II,III. V případě vysokých vodních stavů umožňuje přeliv elektrárny o kapacitě 28 000 m3/s převod vody pro oživení vodopádů Paulo Afonso.
Elektrárna pracuje samostatně mimo spád vodopádů, je však svou činností na režim komplexu Paulo Afonso navázána a její výkon 400 MW se objevuje v součtovém výkonu 4 279 MW.  